# Берлінгтон (Вайомінг)
Берлінгтон (англ. Burlington) — місто (англ. town) в США, в окрузі Біґ-Горн штату Вайомінг. Населення — 314 особи (2020).

## Географія
Берлінгтон розташований за координатами 44°26′49″ пн. ш. 108°25′55″ зх. д. / 44.44694° пн. ш. 108.43194° зх. д. (44.447065, -108.432023).  За даними Бюро перепису населення США в 2010 році місто мало площу 2,62 км², уся площа — суходіл.

## Демографія
Згідно з переписом 2010 року, у місті мешкало 288 осіб у 86 домогосподарствах у складі 68 родин. Густота населення становила 110 осіб/км².  Було 95 помешкань (36/км²).
Расовий склад населення:
| - 91,3 % — білих - 0,3 % — чорних або афроамериканців - 0,3 % — азіатів - 6,6 % — осіб інших рас |

До двох чи більше рас належало 1,4 %. Частка іспаномовних становила 13,9 % від усіх жителів.
За віковим діапазоном населення розподілялося таким чином: 39,6 % — особи молодші 18 років, 45,8 % — особи у віці 18—64 років, 14,6 % — особи у віці 65 років та старші. Медіана віку мешканця становила 27,0 року. На 100 осіб жіночої статі у місті припадало 110,2 чоловіків;  на 100 жінок у віці від 18 років та старших — 107,1 чоловіків також старших 18 років.
Середній дохід на одне домашнє господарство  становив 60 504 долари США (медіана — 47 250), а середній дохід на одну сім'ю — 69 075 доларів (медіана — 58 750). За межею бідності перебувало 4,7 % осіб, у тому числі 0,0 % дітей у віці до 18 років та 5,9 % осіб у віці 65 років та старших.
Цивільне працевлаштоване населення становило 89 осіб. Основні галузі зайнятості: освіта, охорона здоров'я та соціальна допомога — 33,7 %, сільське господарство, лісництво, риболовля — 19,1 %, будівництво — 16,9 %.
За даними перепису 2000 року,
на території муніципалітету мешкало 250 людей, було 76 садиб та 58 сімей.
Густота населення становила 95,6 осіб/км². Було 87 житлових будинків.
З 76 садиб у 46,1% проживали діти до 18 років, подружніх пар, що мешкали разом, було 71,1%,
садиб, у яких господиня не мала чоловіка — 5,3%, садиб без сім'ї — 22,4%.
Власники 21,1% садиб мали вік, що перевищував 65 років, а в 10,5% садиб принаймні одна людина була старшою за 65 років.
Кількість людей у середньому на садибу становила 3,29, а в середньому на родину 3,90.
Середній річний дохід на садибу становив 28 281 доларів США, а на родину — 31 875 доларів США.
Чоловіки мали дохід 29 375 доларів, жінки — 15 625 доларів.
Дохід на душу населення був 13 129 доларів.
Приблизно 7,7% родин та 15,1% населення жили за межею бідності.
Серед них осіб до 18 років було 19,5%, і понад 65 років — 2,4% .
Середній вік населення становив 29 років.